# Blutholzbaum
Der Blutholzbaum (Haematoxylum campechianum), auch Blauholzbaum oder Campechebaum (weil er im Süden des Staates Campeche in Mexiko seinen Ursprung hat) genannt, ist eine Pflanzenart, die zur Unterfamilie der Johannisbrotgewächse (Caesalpinioideae) innerhalb der Familie der Hülsenfrüchtler (Fabaceae) gehört. Er ist in Zentralamerika und dem nördlichen Teil von Südamerika sowie auf Karibischen Inseln heimisch. Er liefert das Blauholz oder Blutholz  (Campecheholz, lateinisch Lignum campechianum, französisch Bois bleu, Bois de campêche oder Bois d’Inde, englisch Logwood, Peach wood und Blackwood), das wichtigste von allen Farbhölzern. In vielen tropischen Ländern ist diese Art eine invasive Pflanze. Es wurde früher auch als Schwarzholz bezeichnet, um es heimlich zu verwenden.

## Beschreibung

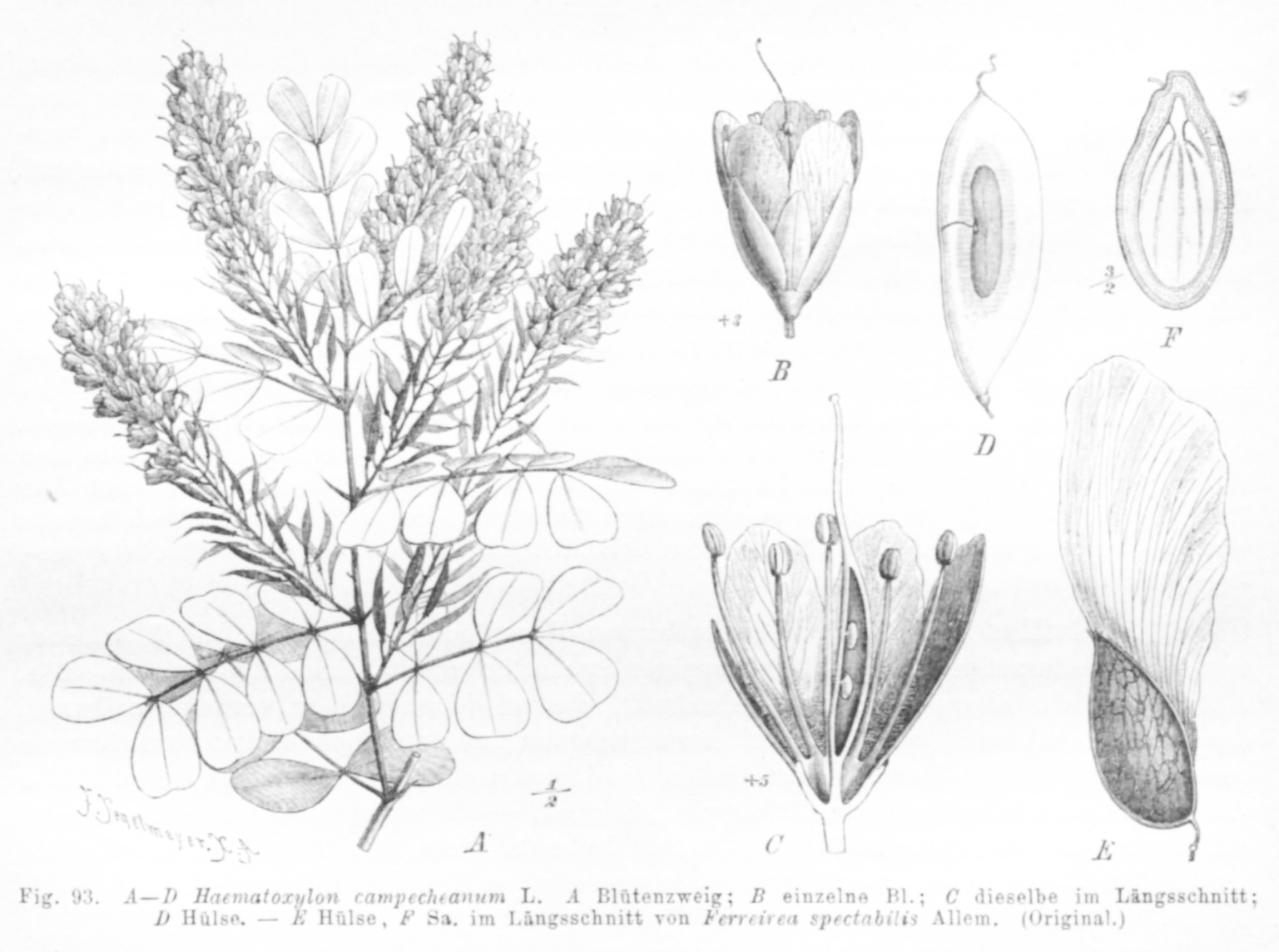
Blutholzbaum (Haematoxylum campechianum), Illustration A – D

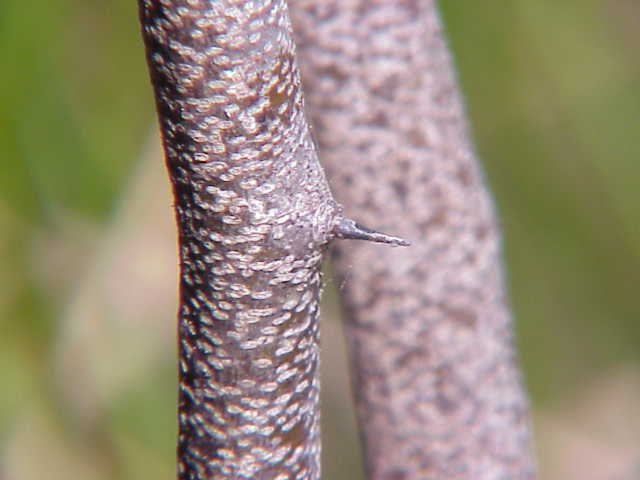
Die Rinde der bewehrten Zweige besitzt auffällige weißliche Lentizellen

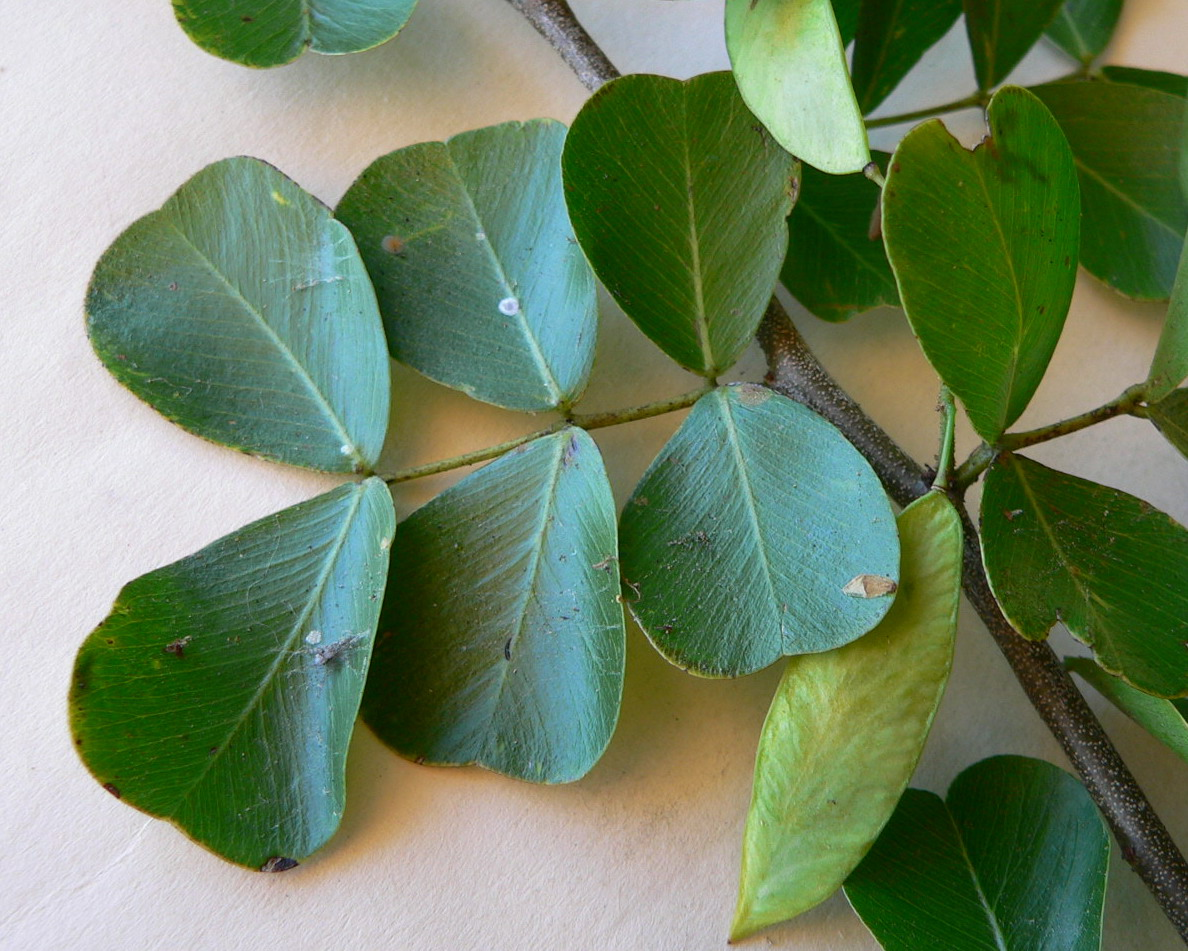
Paarig gefiedertes Laubblatt

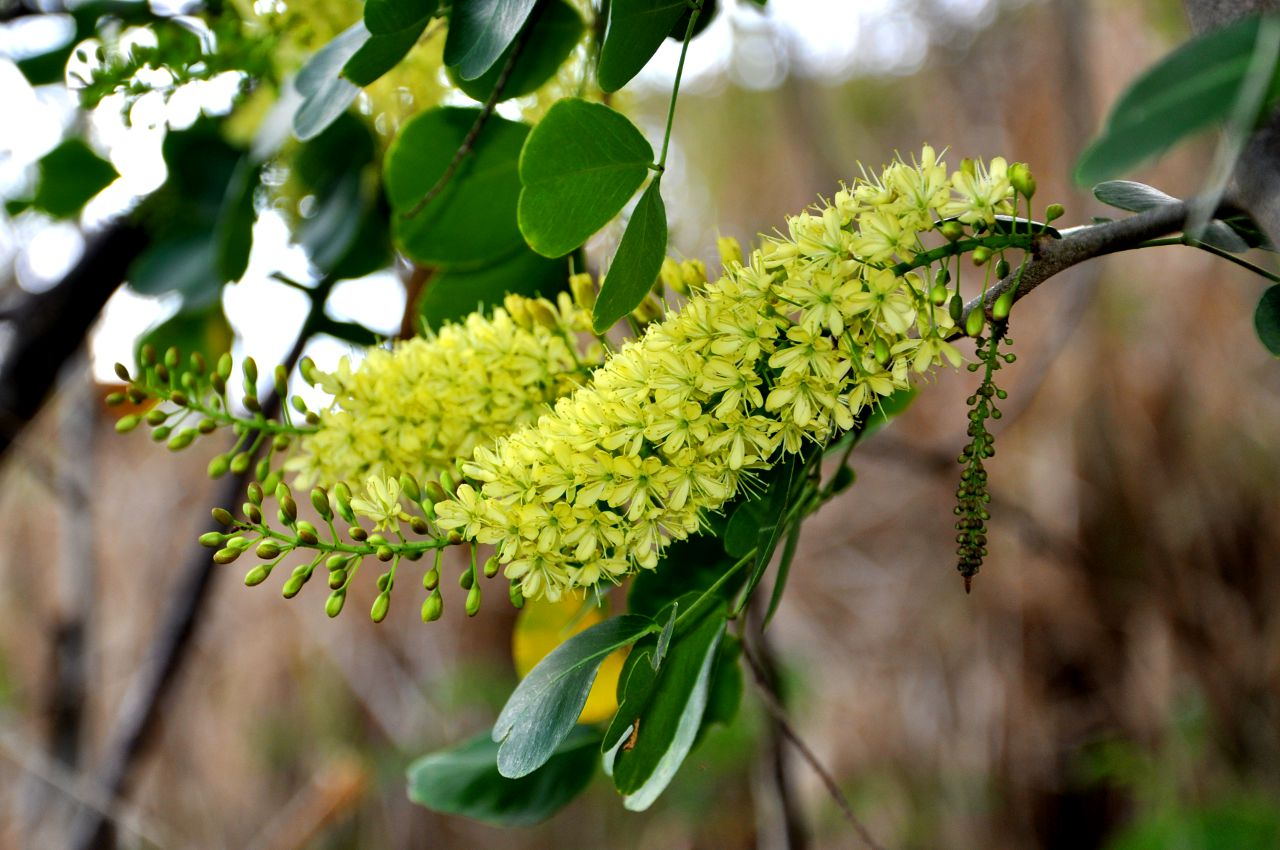
Traubiger Blütenstand

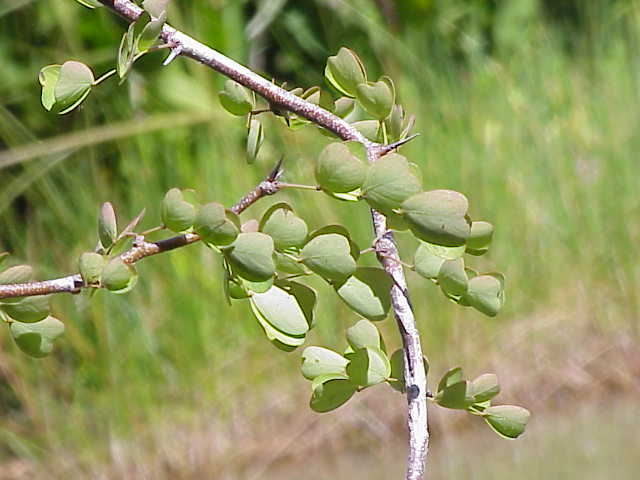
Zweig mit gefiederten Laubblättern, die nur wenige Fiederpaare besitzen

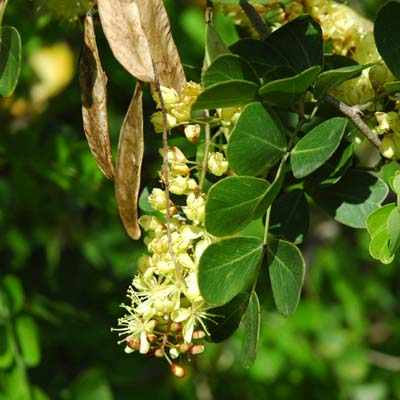
Blütenstand und Laubblätter, sowie die flachen, bräunlichen Hülsenfrüchte

### Erscheinungsbild, Holz, Rinde und Blatt
Der Blutholzbaum wächst als immergrüner Baum oder Strauch und erreicht Wuchshöhen bis etwa 10 Meter oder höher. Er besitzt häufig bis zu 1,5 Zentimeter lange Dornen und ein rotes Kernholz, daher der botanische Gattungsname und der deutsche Trivialname Blutholzbaum. Die schuppige, relativ glatte Borke ist hellgrau bis braun. Die weitgehend kahle Rinde der Zweige besitzt viele auffällige, kleine, weißliche Lentizellen.
Die wechselständigen oder in kleinen Büscheln zusammenstehenden Laubblätter sind etwa 1 Zentimeter lang gestielt und bis 10 Zentimeter lang. Die Blattspreite ist paarig gefiedert. Es sind 1 bis 6 Paare Fiederblättchen vorhanden. Die glatten, obseits glänzenden und kurz gestielten Fiederblättchen sind bei einer Länge von bis zu 3,5 Zentimeter und einer Breite bis zu 3 Zentimeter verkehrt-eiförmig bis -herzförmig. Die gefiederte Blattnervatur verläuft schräg vorwärts. Oder manchmal sind im unteren Bereich die Blätter doppelt unpaarig gefiedert. Sie besitzen bis 3 paar Fiedern mit bis 5 Blättchenpaaren, die kleinen Fiederblättchen sind bis 1 Zentimeter lang. Es sind kleine, oft dornige Nebenblätter vorhanden.

### Blütenstand und Blüte
Die meist achselständig auf einen kurzen Blütenstandsschaft stehenden, traubige Blütenstände sind bis 10–20 Zentimeter lang und enthalten dicht zusammenstehend viele Blüten.
Die duftenden, zwittrigen und gestielten Blüten sind radiärsymmetrisch und fünfzählig mit doppelter Blütenhülle. Der Blütenstiel weist eine Länge von 4 bis 6 Millimeter auf. Der Blütenbecher ist klein und trichterförmig. Die fünf rötlich bis gelben, freien Kelchblätter sind bei einer Länge von 5 bis 7 Millimeter länglich-lanzettlich mit spitzem oberen Ende. Die Blütenkrone besitzt einen Durchmesser von 12 bis 16 Millimeter. Die fünf gelben, freien Kronblätter sind bei einer Länge von 7 bis 10 Millimeter schmal verkehrt-eiförmig bis länglich mit stumpfem oberen Ende. Die zehn, freien, gleichen Staubblätter sind etwa gleich lang wie die Kronblätter. Die Staubfäden sind an ihrer Basis wollig behaart. Der einkammerige, längliche und kurz gestielte, leicht haarige Fruchtknoten ist mittelständig, der lange und dünne Griffel endet in einer kleinen kopfigen Narbe.

### Frucht und Samen
Die papierigen, dünnen Hülsenfrüchte sind bei einer Länge 3 bis 5,5 Zentimeter und einer Breite von 1 bis 1,5 Zentimeter, elliptisch bis länglich und enthalten ein bis drei Samen. Die Fruchtschale ist dünn und fein geadert. Die hellbraunen, flachen Samen sind bei einer Länge bis 10–12 Millimeter und einem Durchmesser bis 3–5 Millimeter leicht geknickt, nierenförmig und länglich.

### Chromosomenzahl
Die Chromosomenzahl beträgt 2n = 24.

## Nutzung
Ende des 19. Jahrhunderts begann man, Blauholz auch in den niederländischen Kolonien Ostindiens zu kultivieren. Die vom weißlichen Splint befreiten großen Blöcke hatten außen eine dunkelblutrote bis braunrote Farbe, innen waren sie heller, rötlichbraun bis gelblichbraun, wurden an der Luft nach und nach dunkelrotbraun. Das Holz ist hart und dicht, lässt sich schwer spalten und hat einen schwachen, entfernt veilchenähnlichen Geruch und wirkt adstringierend.
Man unterscheidet das mexikanische Campecheholz oder Laguna-Campeche, Jamaikablauholz und Domingoblauholz; von Letzterem gibt es mehrere Sorten wie Monte-Christo-, Fort-Liberte- und Aux-Cayes-Blauholz. Martinique- und Guadeloupe-Blauholz werden als geringwertigere Sorten betrachtet.
Der das Färbevermögen bedingende und in der histologischen Technik viel verwendete Stoff des Blauholzes ist das Hämatoxylin; es bildet in reinstem Zustand fast farblose Kristalle, die aber an der Luft bald rötlich werden und schließlich in den eigentlichen Farbstoff, das Hämatein übergehen. Weil dieser Farbstoff in dem frisch zerraspelten Blauholz nur in geringer Menge vorhanden ist, lässt man die Späne an der Luft fermentieren, wodurch diese die gewünschte Farbe entwickeln; die Späne besserer Qualitäten zeigen dann einen eigentümlichen metallischen gelblichgrünen Glanz.
Einen wichtigen Handelsartikel bildete auch das aus dem Blauholz bereitete Blauholzextrakt, es wurde in fester Form über New York in Kisten von 50 bis 100 kg nach Europa eingeführt. Verwendung fand das Blauholz in der Färberei und Tintenfabrikation, zuweilen auch in der Medizin, und als Nutzholz.
Blauholz kann zum Färben von Wolle, Baumwolle, Leinen und Seide verwendet werden. Je nach Beize erzielt man verschiedene Farbtöne, auf Alaun z. B. Blauviolett.
Das rötliche, harte und sehr schwere, beständige aber spröde Holz wird als Blut- oder Blauholz bezeichnet und wird meist für gröbere Konstruktionen verwendet, es kann aber auch in der Kunsttischlerei benutzt werden. Das Holz hat einen leichten Veilchengeruch.

## Taxonomie
Die Erstveröffentlichung von Haematoxylum campechianum erfolgte 1753 durch Carl von Linné in Species Plantarum, 1, S. 384. Ein Synonym von Haematoxylum campechianum L. ist Cymbosepalum baronii Baker.